# Abteikirche St. Michael (Antwerpen)

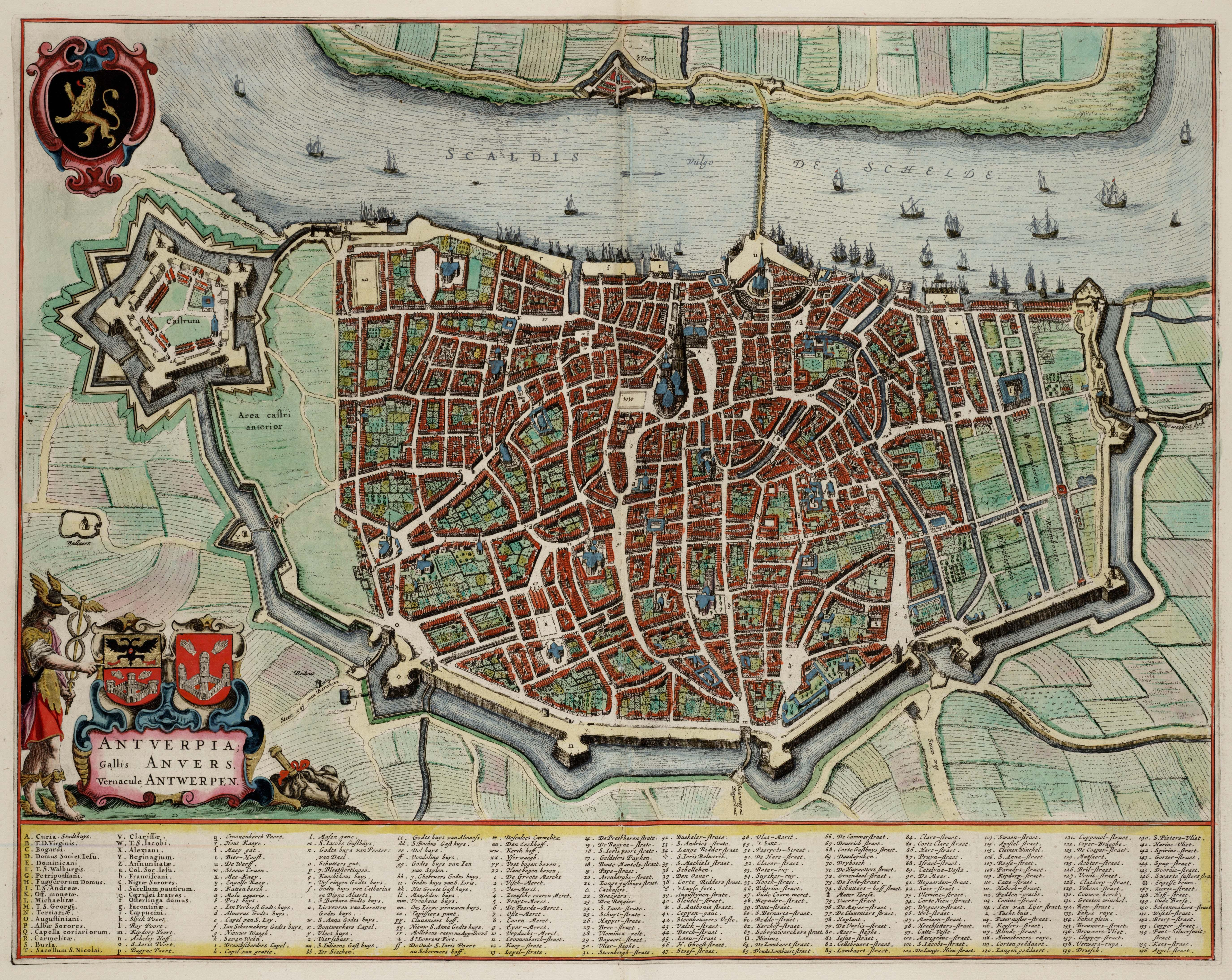
Plan von Antwerpen 1649; die Michaelsabtei links oben (Buchstabe L)

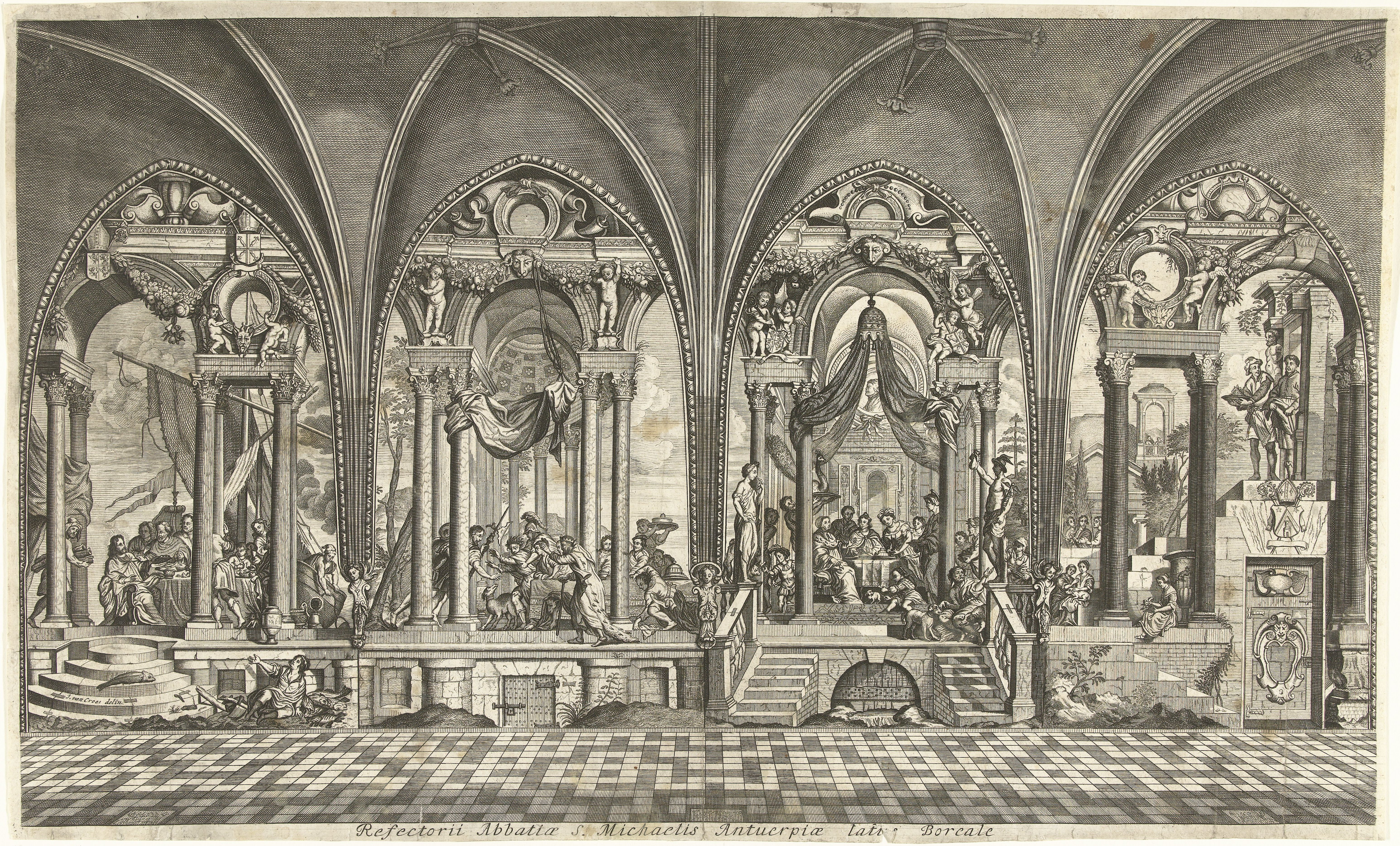
Gemälde im Refektorium, Radierung

Die Abteikirche St. Michael (niederländisch Sint-Michiel) in Antwerpen gehörte zum gleichnamigen Prämonstratenserkloster, das von 1124 bis 1796 bestand. Von den Gebäuden am Ufer der Schelde zwischen Sint-Michielskaai und Kloosterstraat ist nichts erhalten.

## Geschichte
An der Stelle der späteren Abtei befand sich im Frühmittelalter eine Pfarrkirche mit einem Kanonikerkonvent, die unter Bischof Chrodegang erst das Patrozinium des Peter und Paul und später des Erzengels Michael trug. Bischof Burchard von Cambrai übergab die Gebäude 1124 an Norbert von Xanten und seine junge Ordensgemeinschaft, nachdem Norbert erfolgreich gegen die Tanchelmiten gepredigt hatte. Die Kanoniker siedelten an die Vorgängerkirche der heutigen Liebfrauenkathedrale über, die zur neuen Pfarrkirche wurde. Norbert setzte seinen Mitarbeiter Waltmann als ersten Abt ein. Das Kloster spielte seit dieser Zeit eine bedeutende Rolle im religiösen Leben der Stadt, bis zur Gründung des Bistums Antwerpen im Jahr 1570. Das Kloster war außerdem der Aufenthaltsort der Herzöge von Brabant, solange diese in Antwerpen weilten, und diente auch sonst als Herberge für königliche Besucher und Personen von hohem Stand und Rang.
Bald nach Gründung des Klosters wurde eine neue Abteikirche im romanischen Stil gebaut. Diese wurde von 1401 bis 1470 durch eine spätgotische dreischiffige Basilika mit Chorumgang und drei Kranzkapellen ersetzt. Diese Klosterkirche wurde beschrieben als „eine der wichtigsten Kirchen und bedeutendsten Monumente in Antwerpen seit ihrer Gründung im 12. bis zu ihrer Zerstörung im 19. Jahrhundert.“
Isabella von Bourbon († 1465) erhielt ein monumentales Grabmal in St. Michael. Reste des reichen Skulpturenschmucks befinden sich in Amsterdam im Rijksmuseum und im M – Museum Leuven.
1520 besuchte Albrecht Dürer Antwerpen. Er hielt die Abtei in einer Zeichnung fest und notierte in seinem Tagebuch:

„Auch war ich in der reichen Abtei zu St. Michael. Dort haben sie eine Kirche mit köstlichem Steinmaßwerk, wie ich es nie gesehen habe. Auch ein köstliches Chorgestühl. Und zu Antwerpen spart man keine Kosten zu solchen Dingen, denn da ist Geldes genug! … Die Säulen der Pfarrkirche im Kloster von Sanct Michael zu Antwerpen sind alle je aus einem Stück des schwarzen schönen Goldsteins gemacht.“

Nach Blitzeinschlag 1501 und Brand 1525 kam es im späteren 16. Jahrhundert mehrfach zu Plünderungen und Bilderstürmen. Die Disziplin im Kloster war nicht sehr gut, das geistliche Leben entwickelte sich nicht und 1562 war der niedrige Kenntnisstand und die mangelnde Disziplin allgemein bekannt. Abt Wilhelm Greve (seit 1562 Abt) setzte die Reformbeschlüsse des Tridentinischen Konzils nicht um, so dass der Konvent in direkte Opposition zum Geneneralabt der Prämonstratenser und zum Papst geriet. Zu Beginn des 16. Jahrhunderts herrschte Unzufriedenheit mit der Politik der Abtei St. Michael, so dass sich ein Teil der Prämonstratenser dazu entschloss, die Abtei zu verlassen, um sich stärker auf den augustinischen Kern der Prämonstratenserherrschaft und Pfarrpflege zu konzentrieren. Sie wurden Augustiner. 1511 konkurrierte das Augustinerkloster St. Andreas von hier aus mit der Abtei St. Michael. Im Jahr 1522 beschlossen diese Augustiner, die neue Lehre ihres Bruders Martin Luther zu übernehmen und diese Lehre des Luthertums auch auf Kiel zu verbreiten. Während der Reformation im 16. Jahrhundert wurden auf der Kieler Predigten von Lutheranern gehalten. Die Kalvinisten hielten diese zuvor in Berchem und Deurne ab.
Der Konvent war 1590 so klein und verarmt und St. Michaels war in so schlechtem Zustand, dass Bischof Laevinus Torrentius die Aufhebung erwog. Außerdem war der Ruf der verbleibenden Kanoniker ruiniert.
Danach begann eine neue Blütezeit. Abt Yrsellius (1614–1629) begann nach einem Brandschaden von 1620 mit dem Wiederaufbau. Das msiste ist auf Abt Johannes Chrysostomus van der Sterre zurückzuführen, der 1629 bis 1652 Abt war und dem es gelang den Ruf der Kanoniker wiederherzustellen. Im Jahr 1624, genau 500 Jahre nach der Gründung der Abtei, erhielt die Kirche im Zuge von Wiederherstellungsarbeiten einen neuen barocken Hochaltar mit dem Bild Anbetung der Könige von Peter Paul Rubens in Zusammenarbeit mit Johannes van Mildert. Rubens’ Trauung mit Isabella Brant hatte 1609 in St. Michael stattgefunden. Auch Anthonis van Dyck und Jacob Jordaens erhielten Aufträge des Klosters. Die Bibliothek wuchs eindrucksvoll, und Klosterangehörige, darunter Abt Johannes Chrysostomus van der Sterre, schrieben selbst bedeutende Bücher. Den Äbten wurden auch weltliche Herrschaftsrechte übertragen. Das Kloster sollte dabei eine wichtige Rolle bei der Gegenreformation in der Wiederherstellung einer katholischen Herrschaft über die Stadt spielen.
1635 hielt Ferdinand von Spanien feierlichen Einzug in die Stadt. Die Prozession endete bei St. Michael, wo Ferdinand Wohnung nahm. Auch Zar Peter der Große (1717), Karl Alexander von Lothringen (1744) und Ludwig XV. (1746) wohnten bei ihren Antwerpen-Besuchen in der Abtei.
1796 wurde die Abtei mit allen Gebäuden und Gütern von der Ersten Französischen Republik konfisziert. Die Hoffnung der Konventualen auf Restitution nach dem Konkordat von 1801 erfüllte sich nicht. Der Komplex wurde als Werft und für die Marineverwaltung genutzt. 1807 wurde eine Telegraphenstation im Turm eingerichtet. Während des Königreichs der Vereinigten Niederlande dienten die Klostergebäude als Lagerhäuser. Beim Bombardement von Antwerpen im Zuge der Belgischen Revolution brannten sie am 28. Oktober 1830 aus und wurden 1831 abgerissen. Was von der bedeutenden Ausstattung übrig war, gelangte in verschiedene Sammlungen und Museen.

## Äbte
Liste der Äbte bis 1709:
1. Waltmannus, 1124–1138
2. Emelinus, gestorben 1161
3. Alardus, gest. 1162
4. Thibaldus, zurückgetreten 1171
5. Richardus, zurückgetreten 1188
6. Waltherus de Stripe, gest. 1192
7. Elias, gest. 1199
8. Giselbertus, gest. 1205
9. Hugo, gest. 1208
10. Arnoldus de Erps, versetzt 1219
11. Hermannus, gest. 1230
12. Sigerius, gest. 1230
13. Eggerius, gest. 1244
14. Gerardus de Lira, gest. 1258
15. Joannes de Lira, gest. 1272
16. Aegidius de Biervliet, gest. 1286
17. Henricus de Mechlinia, gest. 1300

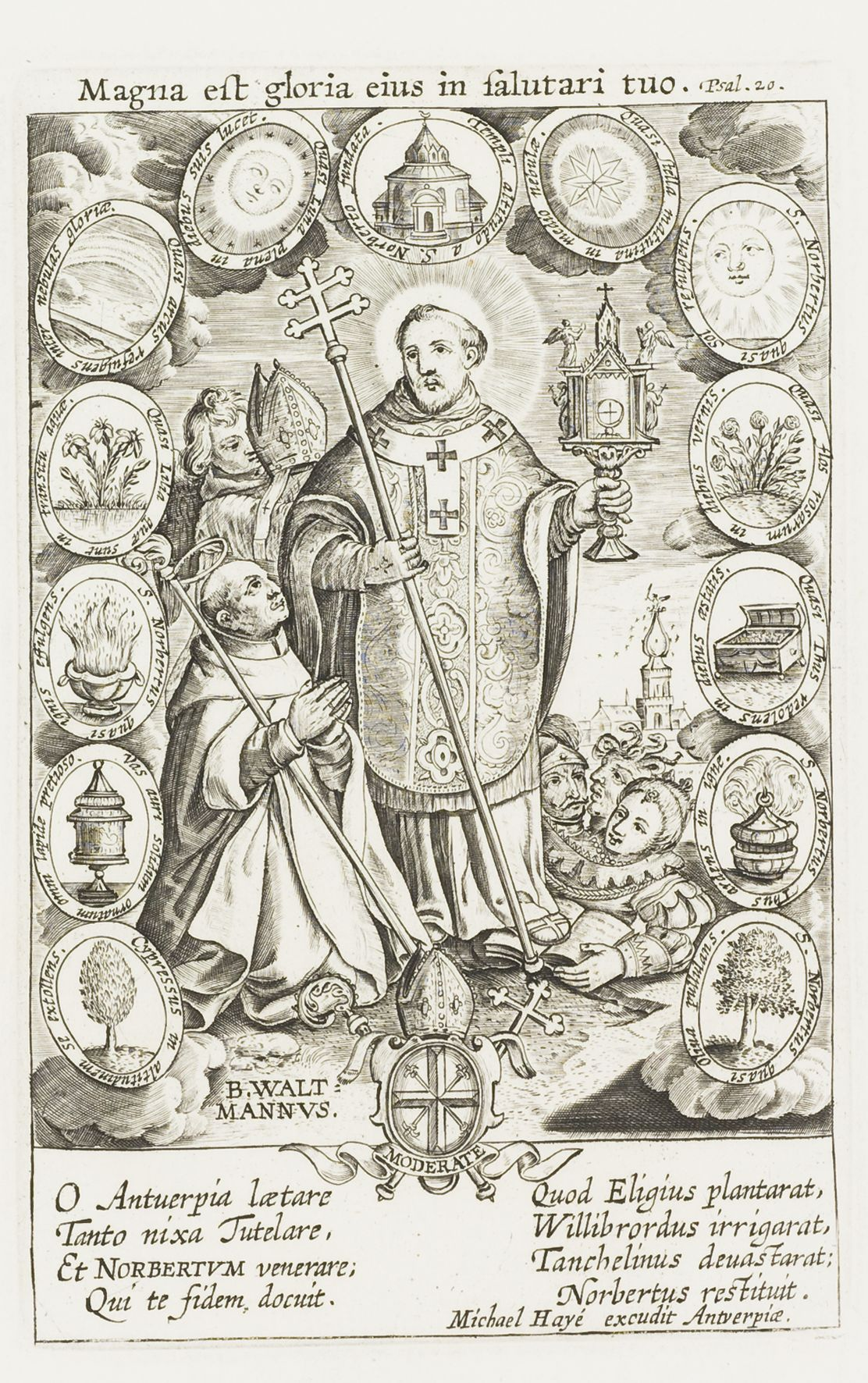
Waltmannus (Abt 1124–1138)

Jean Chrysostome Teniers

18. Godefridus de Waerloos, gest. 1328
19. Guilielmus de Cabeliau, gest. 1341
20. Guilielmus Lympiaes, gest. 1353
21. Martinus Loys, gest. 1372
22. Guilielmus Brulocht, gest. 1390
23. Petrus Breem, gest. 1413
24. Olardus Terlinck, gest. 1452
25. Joannes Fierkens, gest. 1476
26. Andreas Aechtenryt, gest. 1478
27. Joannes Robyns, gest. 1486
28. Joannes de Weerdt, gest. 1499
29. Jacobus Elsacker, gest. 1505
30. Jacobus Embrechts, gest. 1514
31. Stephanus a Thenis, gest. 1518
32. Cornelis de Mera, gest. 1538
33. Gregorius de Dagis, gest. 1562
34. Cornelius Emerici, gest. 1563
35. Guilielmus de Greve, gest. 1581
36. Emericus Andreae, gest. 1590
37. Dionysius Feyten, gest. 1612
38. Christianus Michaelius, gest. 1614
39. Matthæus Yrsselius, gest. 1629
40. Johannes Chrysostomus vander Sterre, gest. 1652
41. Norbertus van Couwerven, gest. 1663
42. Macarius Simeomo, STL, gest. 1676
43. Hermannus vander Porten, gest. 1680
44. Gerardus Knyff, gest. 1686
45. Joannes Chrysostomus Teniers, gest. 1709